# Rood struikhaantje
Het rood struikhaantje (Gonioctena viminalis), ook wel roodbruin wilgenhaantje, is een keversoort uit de familie bladkevers (Chrysomelidae). De wetenschappelijke naam van de soort werd als Chrysomela viminalis in 1758 gepubliceerd door Carl Linnaeus.